# Ẩm thực phân tử

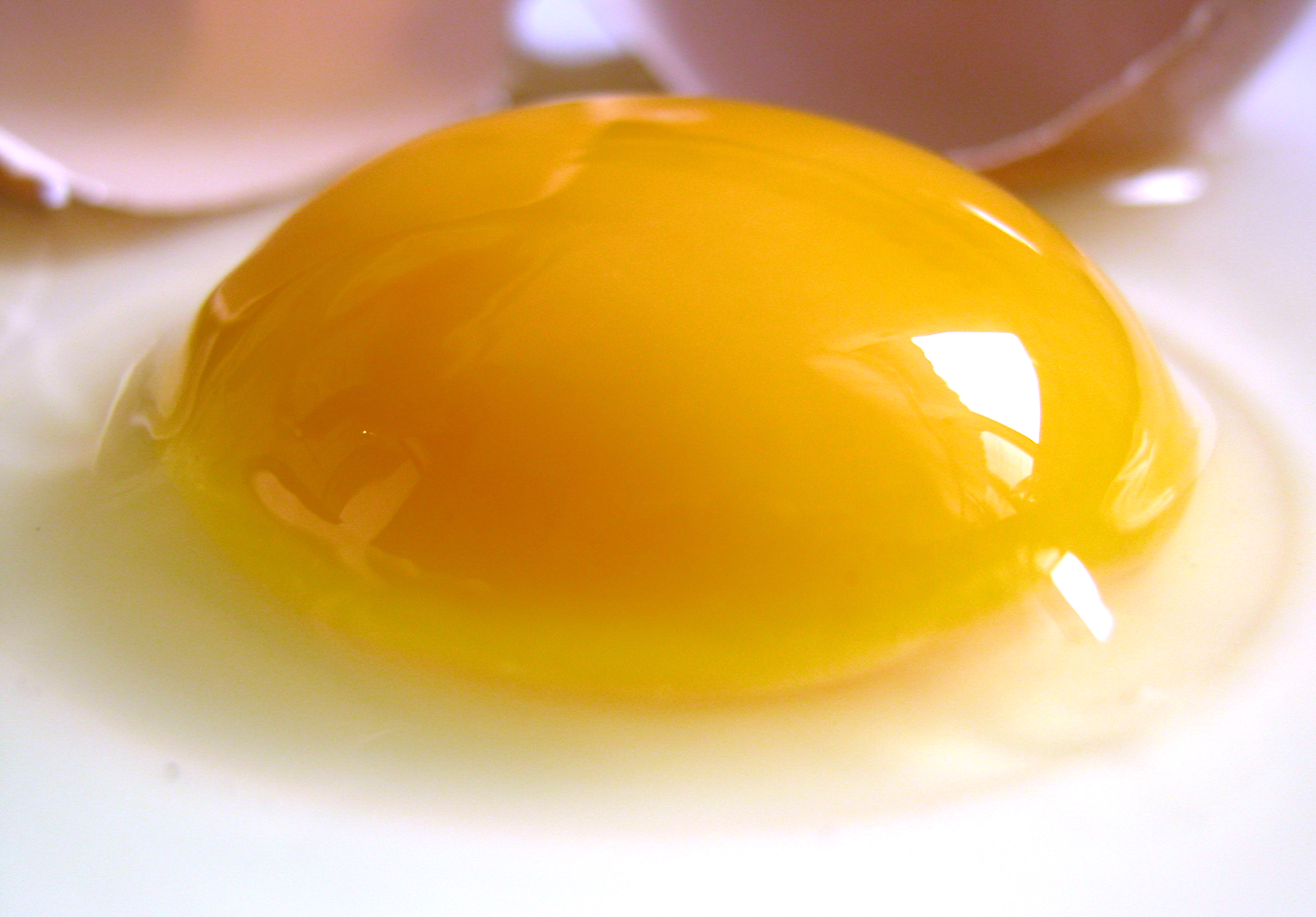
Ẩm thực phân tử bao gồm các nghiên cứu về cách nhiệt độ nấu khác nhau ảnh hưởng đến trứng, độ nhớt, sức căng bề mặt và các cách khác nhau để đưa không khí vào chúng.

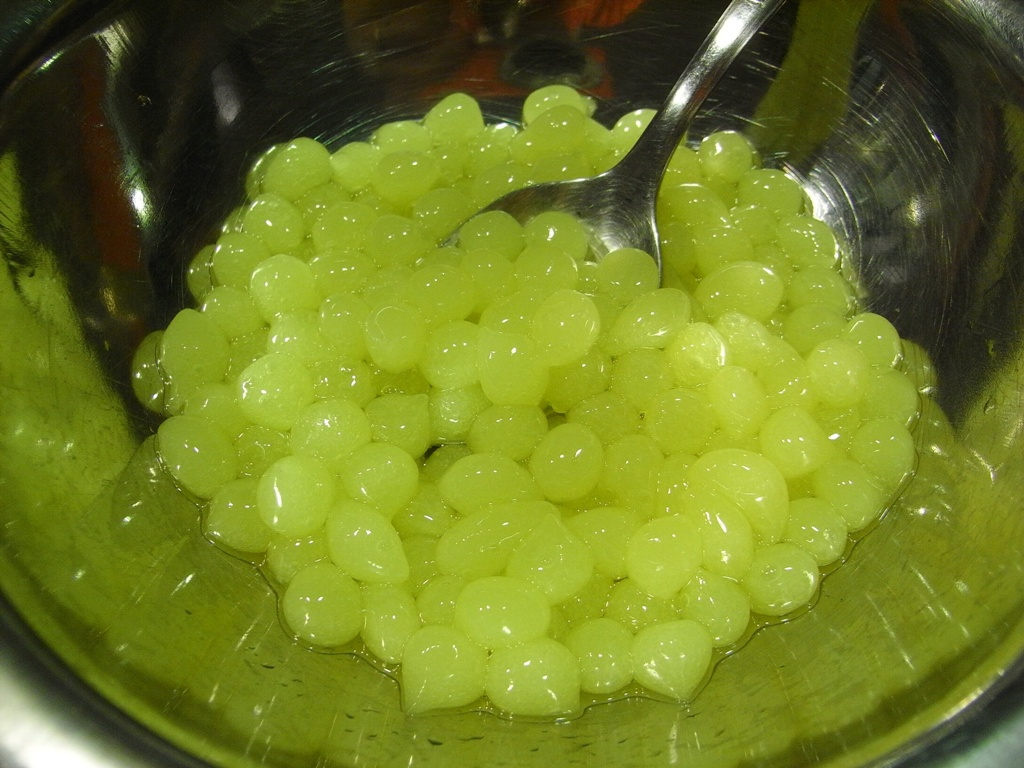
Kỹ thuật cô đặc chất lỏng thành các dạng hình cầu nước ép và các chất lỏng khác là một kỹ thuật của ẩm thực phân tử

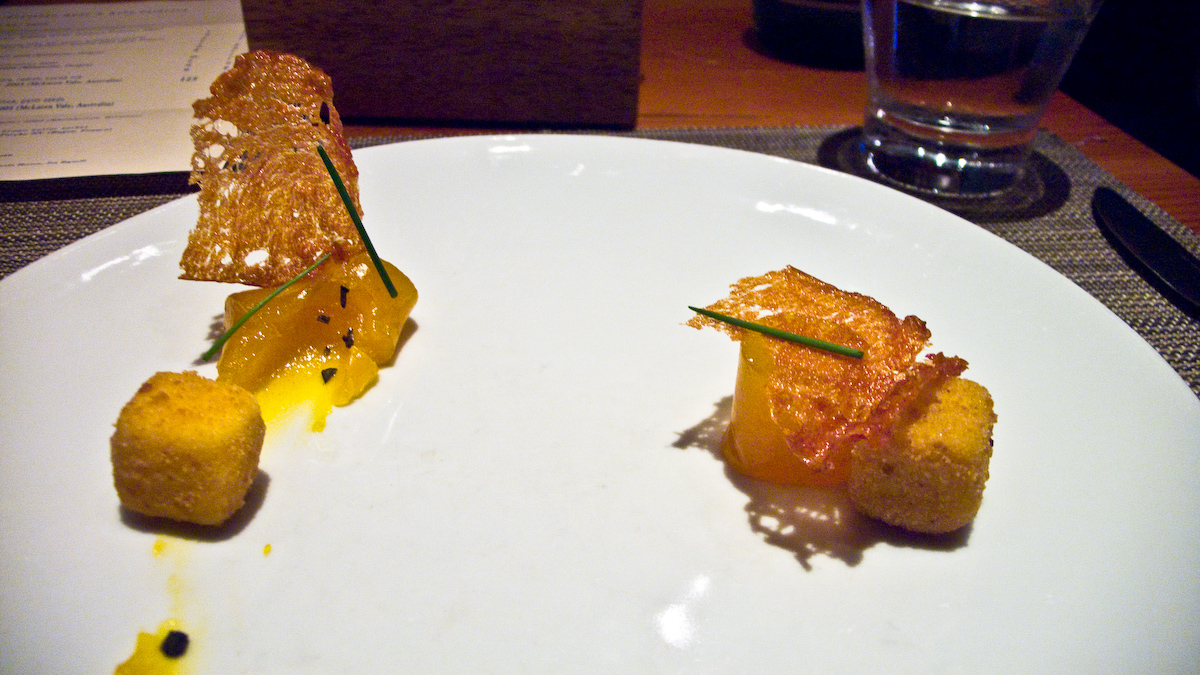
Một biểu hiện ẩm thực phân tử của trứng Benedict phục vụ bởi wd~50 ở Thành phố New York. Các khối được chiên bằng sốt Hollandaise.

Ẩm thực phân tử là một nhánh của khoa học thực phẩm nhằm tìm cách điều tra các biến đổi vật lý và hóa học của các thành phần xảy ra trong nấu ăn. Chương trình của nó bao gồm ba lĩnh vực, vì nấu ăn được công nhận có ba thành phần: xã hội, nghệ thuật và kỹ thuật. [4] Ẩm thực phân tử là một phong cách nấu ăn hiện đại, và tận dụng nhiều cải tiến kỹ thuật từ các ngành khoa học.
Thuật ngữ "ẩm thực phân tử" được đặt ra vào năm 1988 bởi nhà vật lý quá cố Oxford Nicholas Kurti và nhà hóa học INRA người Pháp Hervé This. Một số đầu bếp liên quan đến thuật ngữ chọn từ chối sử dụng nó. 